# 5 نوفمبر
- السبت
- الأحد
- الاثنين
- الثلاثاء
- الأربعاء
- الخميس
- الجمعة

- 110 جمادى الأولى 1447  هـ
- 211 جمادى الأولى 1447  هـ
- 312 جمادى الأولى 1447  هـ
- 413 جمادى الأولى 1447  هـ
- 514 جمادى الأولى 1447  هـ
- 615 جمادى الأولى 1447  هـ
- 716 جمادى الأولى 1447  هـ
- 817 جمادى الأولى 1447  هـ
- 918 جمادى الأولى 1447  هـ
- 1019 جمادى الأولى 1447  هـ
- 1120 جمادى الأولى 1447  هـ
- 1221 جمادى الأولى 1447  هـ
- 1322 جمادى الأولى 1447  هـ
- 1423 جمادى الأولى 1447  هـ
- 1524 جمادى الأولى 1447  هـ
- 1625 جمادى الأولى 1447  هـ
- 1726 جمادى الأولى 1447  هـ
- 1827 جمادى الأولى 1447  هـ
- 1928 جمادى الأولى 1447  هـ
- 2029 جمادى الأولى 1447  هـ
- 2130 جمادى الأولى 1447  هـ
- 221 جمادى الآخرة 1447  هـ
- 232 جمادى الآخرة 1447  هـ
- 243 جمادى الآخرة 1447  هـ
- 254 جمادى الآخرة 1447  هـ
- 265 جمادى الآخرة 1447  هـ
- 276 جمادى الآخرة 1447  هـ
- 287 جمادى الآخرة 1447  هـ
- 298 جمادى الآخرة 1447  هـ
- 309 جمادى الآخرة 1447  هـ
- 110 جمادى الآخرة 1447  هـ
- 211 جمادى الآخرة 1447  هـ
- 312 جمادى الآخرة 1447  هـ
- 413 جمادى الآخرة 1447  هـ
- 514 جمادى الآخرة 1447  هـ

5 نوفمبر أو 5 تشرين الثاني أو يوم 5 \ 11 (اليوم الخامس من الشهر الحادي عشر) هو اليوم التاسع بعد الثلاثمائة (309) من السنة، أو العاشر بعد الثلاثمائة (310) في السنوات الكبيسة، وفقًا للتقويم الميلادي الغربي (الغريغوري). يبقى بعده 56 يومًا على انتهاء السنة.

## أحداث
- 1605 - إنجلترا تعتقل جاي فوكس، وهي الذكرى المحتفل بها سنويًا باسم «ليلة البون فاير».
- 1630 - انتهاء الحرب بين إنجلترا وإسبانيا بتوقيع «اتفاقية مدريد».
- 1757 - جيوش بروسيا بقيادة الإمبراطور فريدرخ الثاني تهزم جيوش فرنسا الأكثر عددًا وعده في «معركة روسباش» خلال حرب الأعوام السبعة بينهما.
- 1789 - الجمعية الوطنية الفرنسية توافق على قانون المساواة بين المواطنين.
- 1914 - المملكة المتحدة تحتل قبرص بالتعاون مع فرنسا وتعلنان الحرب على الدولة العثمانية.
- 1918 -
  - الإمام يحيى حميد الدين يدخل صنعاء لتصبح المملكة المتوكلية اليمنية دولة مستقلة منذ ذلك التاريخ.
  - القوات الفرنسية تحتل مدينة اللاذقية، وتم رفع العلم الفرنسي على مبنى السراي من قبل الملازم دو لاروش الذي أصبح حاكماً عسكرياً للمنطقة الإدارية المعروفة بسنجق اللاذقية والتي كانت تتبع ولاية بيروت في الدولة العثمانية.
- 1937 - أدولف هتلر يعقد اجتماع سري يفصح فيه عن نيته تكوين متنفس على بقعة من الأرض لألمانيا، مما قاد إلى اندلاع الحرب العالمية الثانية.
- 1944 - منظمة شتيرن تغتال الوزير البريطاني المقيم في فلسطين «اللورد موين».
- 1956 -
  - القوات الفرنسية والبريطانية تحتل مدينتي بورسعيد وبور فؤاد وذلك أثناء العدوان الثلاثي على مصر.
  - وزير الدفاع السوفيتي المارشال نيكولاي بولكانين ينذر في رسائل وجهها إلى رئيس وزراء فرنسا غي مولييه ورئيس وزراء المملكة المتحدة أنطوني إيدن ورئيس وزراء إسرائيل دافيد بن غوريون بوقف العمليات العسكرية ضد مصر.
- 1967 - انقلاب في الجمهورية العربية اليمنية يطيح بالمشير عبد الله السلال أثناء زيارته لبغداد، وتشكيل مجلس رئاسي من ثلاثة أمناء هم عبد الرحمن الأرياني ومحمد علي عثمان وأحمد محمد نعمان وتشكيل حكومة برئاسة محسن العيني.
- 1968 - انتخاب ريتشارد نيكسون رئيسًا للولايات المتحدة.
- 1974 - خطاب لملك الأردن الحسين بن طلال يعلن فيه أردنة المملكة، ويؤكد أن تعديلات ستدخل على الدستور والمؤسسات، وإن الضفة الغربية لم تعد ضمن السيادة الأردنية.
- 1979 - الخميني يعلن أن الولايات المتحدة هي «الشيطان الأكبر».
- 1980 -
  - انتخاب رونالد ريغان رئيسًا للولايات المتحدة.
  - اغتيال الشاعر السوري كمال خير بك في بيروت، على أيدي مجموعة مرتبطة بإسرائيل مع اثنين من رفاقه في الحزب القومي السوري.
- 1989 - مجلس النواب اللبناني يصدق على اتفاق الطائف والذي وقعته الأطراف اللبنانية لإنهاء الحرب الأهلية، وفي نفس الجلسة انتخب النائب رينيه معوض رئيسًا للجمهورية بعد شغور منصب الرئيس منذ نهاية ولاية الرئيس أمين الجميل قبل سنة وشهرين تقريبًا.
- 1990 - اغتيال مائير كاهانا مؤسس «حركة كاخ» اليمينية المتطرفة على يد السيد نصير.
- 2006 - المحكمة الجنائية العليا في العراق تحكم بإعدام الرئيس العراقي السابق صدام حسين وعواد البندر وبرزان التكريتي شنقًا حتى الموت.
- 2008 - الإعلان عن فوز مرشح الحزب الديمقراطي باراك أوباما بنسبة كبيرة على منافسه الجمهوري جون ماكين، ليصبح أوباما الرئيس الرابع والأربعون للولايات المتحدة الأمريكية وأول رئيس لها من أصول أفريقية.
- 2009 - الجمعية العامة للأمم المتحدة تقر بأغلبية 114 صوت ورفض 18 وإمتناع 44 دولة مشروع قرار تقدمت به الكتلة العربية لمطالبة إسرائيل والفلسطينيين بفتح تحقيقات ذات مصداقية في الاتهامات التي حملها تقرير غولدستون حول ارتكاب جرائم حرب خلال الحرب على غزة.
- 2011 - ملك السعودية عبد الله بن عبد العزيز آل سعود يعين الأمير سلمان بن عبد العزيز وزيرًا للدفاع خلفًا لوزيرها الراحل الأمير الأمير سلطان، ويعين الأمير سطام بن عبد العزيز أميرًا لمنطقة الرياض خلفًا للأمير سلمان، ويعفي الأمير عبد الرحمن بن عبد العزيز من منصبه نائبًا لوزير الدفاع ويعين الأمير خالد بن سلطان بن عبد العزيز آل سعود خلفًا له.
- 2012 - تعيين الأمير محمد بن نايف بن عبد العزيز آل سعود وزيرًا للداخلية في السعودية خلفًا للأمير أحمد بن عبد العزيز آل سعود.
- 2013 - إطلاق مركبة الفضاء الهندية غير المأهولة مانجاليان إلى كوكب المريخ.
- 2014 - مجلس النواب اللبناني يقوم بتمديد ولايته الدستورية ليصبح إجمالي ولايته ضعف ولايته الأصلية.
- 2017 -
  - مقتل الأمير السعودي منصور بن مقرن ومرافقيه في حادث تحطم طائرة في عسير.
  - تسريب أكثر من 13 مليون وثيقة مالية تتعلق باستثمارات خارجية للعديد من الزعماء والسياسيين والمشاهير حول العالم.
  - مقتل 26 شخصا وإصابة 30 آخرين في هجوم لإطلاق نار على كنيسة معمدانية في منطقة فردية من ساذرلاند، تكساس بالولايات المتحدة.
- 2018 - دخول حزمة العقوبات الأمريكية الجديدة على إيران حيز التنفيذ.
- 2019 - توقيع اتفاق الرياض بين الحكومة اليمنية و‌المجلس الانتقالي الجنوبي، الذي يُمهد لعودة مؤسسات الدولة اليمنية إلى عدن، ويضع حدًّا للصدام العسكري بين الطرفين.

## مواليد
- 1117 - ابن الفخار الأنصاري، عالم مسلم أندلسي.
- 1271 - محمود غازان سلطان إلخاني.
- 1615 - السلطان إبراهيم الأول، سلطان عثماني.
- 1854 - بول ساباتييه، عالم كيمياء فرنسي حاصل على جائزة نوبل في الكيمياء عام 1912.
- 1885 - ويل ديورانت، مفكر ومؤرخ أمريكي.
- 1888 - أبو اليقظان، صحفي جزائري ومن رواد الحركة الإصلاحية وأعلام الإباضية بالجزائر.
- 1913 - فيفيان لي، ممثلة إنجليزية.
- 1920 - دوغلاس نورث، اقتصادي أمريكي حاصل على جائزة نوبل في العلوم الاقتصادية عام 1993.
- 1921 - الأميرة فوزية، ابنه ملك مصر فؤاد الأول وزوجة شاه إيران محمد رضا بهلوي السابقة.
- 1931 - تشارلز تيلور، فيلسوف كندي.
- 1940 - تيد كولونجوسكي، سياسي أمريكي.
- 1941 - نجاح حفيظ، ممثلة سورية.
- 1952 -
  - أوليغ بلوخين، لاعب ومدرب كرة قدم أوكراني.
  - هيلين بنديكت، روائية وصحفية بريطانية أمريكية.
- 1953 -
  - معالي زايد، ممثل مصرية.
  - علاء الدين ترو، سياسي لبناني.
- 1955 - كريس جينر، مذيعة وكاتبة أمريكية.
- 1958 -
  - داوود حسين، ممثل من بلاد فارس يعيش في الكويت.
  - روبرت باتريك، ممثل أمريكي.
- 1960 - تيلدا سوينتون، ممثلة إنجليزية.
- 1962 - انتصار الشراح، ممثلة كويتية.
- 1963 -
  - تاتوم أونيل، ممثلة أمريكية.
  - سمير سعيد، حارس مرمى كرة قدم كويتي.
- 1964 - عبيدي بيليه، لاعب كرة قدم غاني.
- 1965 - فامك جانسن، ممثلة هولندية.
- 1968 - سام روكويل، ممثل أمريكي.
- 1971 - كورين نيميك، ممثل أمريكي.
- 1974 - دادو برشو، لاعب كرة قدم كرواتي.
- 1977 - ريتشارد رايت، لاعب كرة قدم إنجليزي.
- 1980 - كريستوف ميتسلدر، لاعب كرة قدم ألماني.
- 1983 - مايك هانكه، لاعب كرة قدم ألماني.
- 1986 - كاسبر شمايكل، حارس مرمى كرة قدم دنماركي.
- 1992 - آتيا شيتي، ممثلة هندية.

## وفيات
- 1879 - جيمس كليرك ماكسويل، عالم فيزياء اسكتلندي.
- 1930 - كريستيان أيكمان، عالم فيزياء وفيزيولوجيا هولندي حاصل على جائزة نوبل في الطب عام 1929.
- 1944 - ألكسي كاريل، طبيب جراح فرنسي حاصل على جائزة نوبل في الطب عام 1912.
- 1953 - روكز أبو ناضر، سياسي ومحام لبناني.
- 1975 - إدوارد تاتوم، عالم أحياء أمريكي حاصل على جائزة نوبل في الطب عام 1958.
- 1980 - كمال خير بك، شاعر ومقاوم سوري.
- 1982 - جاك تاتي، ممثل ومخرج فرنسي.
- 1986 - محمد حسن حلمي لاعب كرة قدم مصري وحكم دولي ورئيس نادي الزمالك المصري.
- 1989 - حسن عابدين، ممثل مصري
- 1990 - مائير كاهانا، مؤسس «حركة كاخ».
- 2005 -
  - خليفة حسن قاسم، شاعر وصحفي وضابط بحري بحريني.
  - نعمة الله أغاسي، مغني إيراني.
- 2006 - بولنت أجاويد، رئيس وزراء تركي.
- 2007 - نيلس ليدهولم، لاعب ومدرب كرة قدم سويدي.
- 2017 - منصور بن مقرن بن عبد العزيز آل سعود، أمير سعودي.
- 2018 - علي الصقلي الحسيني، أديب وشاعر مغربي كاتب النشيد الشريف.
- 2019 -
  - علي السرميني، فنان تشكيلي سوري.
  - محمد علي بن هاشم العلي، فقيه جعفري ومدرس ديني وشاعر سعودي.

## أعياد ومناسبات
- ليلة البون فاير في المملكة المتحدة ونيوزيلندا.

## وصلات خارجية
- وكالة الأنباء القطريَّة: حدث في مثل هذا اليوم.
- أرشيف مصر: حدث في مثل هذا اليوم.
- BBC: حدث في مثل هذا اليوم.